# Giez (Alta Saboya)
Giez es una comuna francesa situada en el departamento de Alta Saboya, en la región de Auvernia-Ródano-Alpes. Tiene una población estimada, a inicios de 2021, de 554 habitantes.

## Demografía
| 284 | 290 | 283 | 344 | 341 | 446 | 554 |
| Para los censos de 1962 a 1999 la población legal corresponde a la población sin duplicidades (Fuente: INSEE [Consultar]) |     |     |     |     |     |     |